# Війна асів та ванів

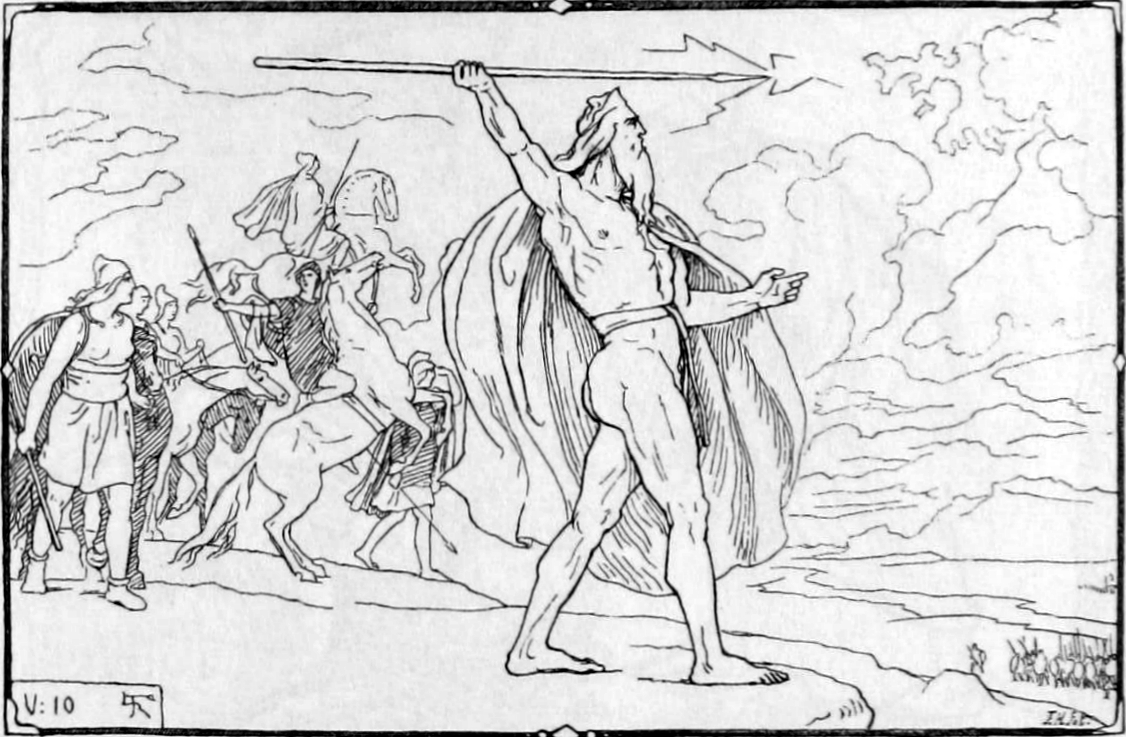
Початок війни асів та ванів.

Війна асів та ванів — одна з ключових подій в скандинавській міфології, збройний конфлікт між групами богів асів та ванів.
Війна розпочалася через вбивство асами чарівниці Ґульвейґ, яку вани створили з золота й відіслали до Мідґарду (землі, населені людьми), аби зіпсувати його мешканців (оскільки вани були незадоволені тим, що люди прославляють лише асів). Вани взяли в облогу Асґард, а битву розпочав король асів Одін, який кинув у ванів свій спис. Протягом війни вани зруйнували стіни Асґарду, але у вуличних боях аси стали брати гору. В результаті між асами та ванами було підписано мирний договір та проведено обмін заручниками: до ванів пішов ас Гьонір, а до асів — ван Нйорд, за яким пішли й його діти, Фрейр та Фрейя. Ця війна, згідно зі скандинавською міфологією, означила собою закінчення Золотої доби.
Можливий зв'язок цієї війни з реальними історичними подіями давнини досі є суб'єктом наукових дискусій. Наприклад, низка дослідників проводить паралелі між цією війною та мотивом викрадення сабінянок в давньоримській міфології.